# Australiens Grand Prix 2025
Australiens Grand Prix 2025 (officielt navn: Formula 1 Louis Vuitton Australian Grand Prix 2025) var et Formel 1-løb, som blev kørt den 16. marts 2025 på Albert Park Circuit i Melbourne, Australien. Det var det første løb i Formel 1-sæsonen 2025.
Ræset blev vundet af McLarens Lando Norris i hvad var McLarens første sejr i Melbourne siden 2012.

## Kvalifikation
| Pos.               | Nr. | Kører                 | Konstruktør                  | Del 1     | Del 2    | Del 3    | Grid |
| ------------------ | --- | --------------------- | ---------------------------- | --------- | -------- | -------- | ---- |
| 1                  | 4   | Lando Norris          | McLaren-Mercedes             | 1.15,912  | 1.15,415 | 1.15,096 | 1    |
| 2                  | 81  | Oscar Piastri         | McLaren-Mercedes             | 1.16,062  | 1.15,468 | 1.15,180 | 2    |
| 3                  | 1   | Max Verstappen        | Red Bull Racing-Honda RBPT   | 1.16,018  | 1.15,565 | 1.15,481 | 3    |
| 4                  | 63  | George Russell        | Mercedes                     | 1.15,971  | 1.15,789 | 1.15,546 | 4    |
| 5                  | 22  | Yuki Tsunoda          | Racing Bulls-Honda RBPT      | 1.16,225  | 1.16,009 | 1.15,670 | 5    |
| 6                  | 23  | Alexander Albon       | Williams-Mercedes            | 1.16,245  | 1.16,017 | 1.15,737 | 6    |
| 7                  | 16  | Charles Leclerc       | Ferrari                      | 1.16,029  | 1.15,827 | 1.15,755 | 7    |
| 8                  | 44  | Lewis Hamilton        | Ferrari                      | 1.16,213  | 1.15,919 | 1.15,973 | 8    |
| 9                  | 10  | Pierre Gasly          | Alpine-Renault               | 1.16,328  | 1.16,112 | 1.15,980 | 9    |
| 10                 | 55  | Carlos Sainz Jr.      | Williams-Mercedes            | 1.16,360  | 1.15,931 | 1.16,062 | 10   |
| 11                 | 6   | Isack Hadjar          | Racing Bulls-Honda RBPT      | 1.16,354  | 1.16,175 | N/A      | 11   |
| 12                 | 14  | Fernando Alonso       | Aston Martin Aramco-Mercedes | 1.16,288  | 1.16,453 | N/A      | 12   |
| 13                 | 18  | Lance Stroll          | Aston Martin Aramco-Mercedes | 1.16,369  | 1.16,483 | N/A      | 13   |
| 14                 | 7   | Jack Doohan           | Alpine-Renault               | 1.16,315  | 1.16,863 | N/A      | 14   |
| 15                 | 5   | Gabriel Bortoleto     | Kick Sauber-Ferrari          | 1.16,516  | 1.17,520 | N/A      | 15   |
| 16                 | 12  | Andrea Kimi Antonelli | Mercedes                     | 1.16,525  | N/A      | N/A      | 16   |
| 17                 | 27  | Nico Hülkenberg       | Kick Sauber-Ferrari          | 1.16,579  | N/A      | N/A      | 17   |
| 18                 | 30  | Liam Lawson           | Red Bull Racing-Honda RBPT   | 1.17,094  | N/A      | N/A      | PL1  |
| 19                 | 31  | Esteban Ocon          | Haas-Ferrari                 | 1.17,174  | N/A      | N/A      | 19   |
| 107%-tid: 1.21,225 |     |                       |                              |           |          |          |      |
| -                  | 87  | Oliver Bearman        | Haas-Ferrari                 | Ingen tid | N/A      | N/A      | PL2  |
| Kilde:             |     |                       |                              |           |          |          |      |

Noter:
↑1 - Liam Lawson måtte starte fra pit lane efter at have lavet ændringer på sin bil under parc fermé.
↑2 - Oliver Bearman lykkedes ikke at sætte en tid i kvalifikationen, men fik lov til at køre af stewardsene. Han måtte starte fra pit lane efter at have lavet ændringer på sin bil under parc fermé.

## Resultat
| Pos.                                                            | Nr. | Kører                 | Konstruktør                  | Omgange1 | Tid/Udgået  | Startpos. | Point |
| --------------------------------------------------------------- | --- | --------------------- | ---------------------------- | -------- | ----------- | --------- | ----- |
| 1                                                               | 4   | Lando Norris          | McLaren-Mercedes             | 57       | 1:42.06,304 | 1         | 25    |
| 2                                                               | 1   | Max Verstappen        | Red Bull Racing-Honda RBPT   | 57       | +0,895      | 3         | 18    |
| 3                                                               | 63  | George Russell        | Mercedes                     | 57       | +8,481      | 4         | 15    |
| 4                                                               | 12  | Andrea Kimi Antonelli | Mercedes                     | 57       | +10,135     | 16        | 12    |
| 5                                                               | 23  | Alexander Albon       | Williams-Mercedes            | 57       | +12,773     | 6         | 10    |
| 6                                                               | 18  | Lance Stroll          | Aston Martin Aramco-Mercedes | 57       | +17,413     | 13        | 8     |
| 7                                                               | 27  | Nico Hülkenberg       | Kick Sauber-Ferrari          | 57       | +18,423     | 17        | 6     |
| 8                                                               | 16  | Charles Leclerc       | Ferrari                      | 57       | +19,826     | 7         | 4     |
| 9                                                               | 81  | Oscar Piastri         | McLaren-Mercedes             | 57       | +20,448     | 2         | 2     |
| 10                                                              | 44  | Lewis Hamilton        | Ferrari                      | 57       | +22,473     | 8         | 1     |
| 11                                                              | 10  | Pierre Gasly          | Alpine-Renault               | 57       | +26,502     | 9         |       |
| 12                                                              | 22  | Yuki Tsunoda          | Racing Bulls-Honda RBPT      | 57       | +29,884     | 5         |       |
| 13                                                              | 31  | Esteban Ocon          | Haas-Ferrari                 | 57       | +33,161     | 19        |       |
| 14                                                              | 87  | Oliver Bearman        | Haas-Ferrari                 | 57       | +40,351     | PL        |       |
| Ret                                                             | 30  | Liam Lawson           | Red Bull Racing-Honda RBPT   | 46       | Uheld       | PL        |       |
| Ret                                                             | 5   | Gabriel Bortoleto     | Kick Sauber-Ferrari          | 45       | Uheld       | 15        |       |
| Ret                                                             | 14  | Fernando Alonso       | Aston Martin Aramco-Mercedes | 32       | Uheld       | 12        |       |
| Ret                                                             | 55  | Carlos Sainz Jr.      | Williams-Mercedes            | 0        | Uheld       | 10        |       |
| Ret                                                             | 7   | Jack Doohan           | Alpine-Renault               | 0        | Uheld       | 14        |       |
| DNS                                                             | 6   | Isack Hadjar          | Racing Bulls-Honda RBPT      | 0        | Uheld       | —2        |       |
| Hurtigste omgang: Lando Norris (McLaren) - 1.22,164 (omgang 43) |     |                       |                              |          |             |           |       |
| Kilde:                                                          |     |                       |                              |          |             |           |       |

Noter:
↑1 - Ræset var planlagt til at være på 58 omgange, men det blev reduceret til 57 efter at formationsomgangen måtte gentages.
↑2 - Isack Hadjar startede ikke ræset efter han kørte galt under formationsomgangen. Hans plads på griden var tom ved ræsstart.

## Stilling i mesterskaberne efter løbet
| Pos. | Kører                 | Point |
| ---- | --------------------- | ----- |
| 1    | Lando Norris          | 25    |
| 2    | Max Verstappen        | 18    |
| 3    | George Russell        | 15    |
| 4    | Andrea Kimi Antonelli | 12    |
| 5    | Alexander Albon       | 10    |

| Pos. | Konstruktør           | Point |
| ---- | --------------------- | ----- |
| 1    | McLaren-Mercedes      | 27    |
| 2    | Mercedes              | 27    |
| 3    | Red Bull-Honda RBPT   | 18    |
| 4    | Williams-Mercedes     | 10    |
| 5    | Aston Martin-Mercedes | 8     |